# Silimabanua
Silimabanua is een bestuurslaag in het regentschap Nias Selatan van de provincie Noord-Sumatra, Indonesië. Silimabanua telt 1022 inwoners (volkstelling 2010).